# Avenue des Mouettes (Bruxelles)
Pour les articles homonymes, voir Avenue des Mouettes.
L'avenue des Mouettes (en néerlandais : Meeuwenlaan) est une petite avenue bruxelloise de la commune de Woluwe-Saint-Pierre, qui va  de l'avenue du Chant d'Oiseau à l'avenue Armand Scheitler en passant par l'avenue des Tourterelles.
La numérotation des habitations va de 5 à 19 pour le côté impair et de 6 à 14 pour le côté pair.
Cette avenue fait partie du quartier dit du Chant d'Oiseau.